# 八木原駅
八木原駅（やぎはらえき）は、群馬県渋川市八木原にある、東日本旅客鉄道（JR東日本）・日本貨物鉄道（JR貨物）上越線の駅である。
渋川駅から乗り入れる吾妻線の列車も当駅に停車する。

## 歴史
- 1921年（大正10年）7月1日：鉄道省上越南線（現・上越線）新前橋 - 渋川駅間開通時に開設[1]。
- 1971年（昭和46年）10月1日：荷物・専用線発着を除く貨物の取扱を廃止[2]。
- 1987年（昭和62年）4月1日：国鉄分割民営化に伴い、JR東日本・JR貨物の駅となる[1]。
- 2000年（平成12年）3月：貨物列車発着消滅[3]。
- 2004年（平成16年）10月16日：ICカードSuica供用開始[4]。
- 2017年（平成29年）4月30日：みどりの窓口営業終了[5]。
- 2020年（令和2年）8月21日：駅自動放送が導入される（それまでは駅員が直接アナウンスしていた）。[要出典]

## 駅構造
単式ホーム1面1線と島式ホーム1面2線、計2面3線を有する地上駅。木造駅舎を備える。2番線に当たる島式ホーム駅舎側の線路は高崎方ポイントが撤去されており、欠番となっている。その他、3番線東側等に複数の側線が敷かれている。両ホームは跨線橋で連絡している。
以前は直営駅であり管理駅であったが現在は業務委託駅（JR東日本ステーションサービス受託）である。自動券売機が設置されておりSuicaが利用可能（簡易Suica改札機設置）。

### のりば
| 番線 | 路線     | 方向 | 行先                     |
| ---- | -------- | ---- | ------------------------ |
| 1    | ■ 上越線 | 下り | 沼田・水上方面           |
| 1    | ■ 吾妻線 | 下り | 中之条・長野原草津口方面 |
| 3    | ■ 上越線 | 上り | 高崎・上野方面           |

（出典：JR東日本:駅構内図）

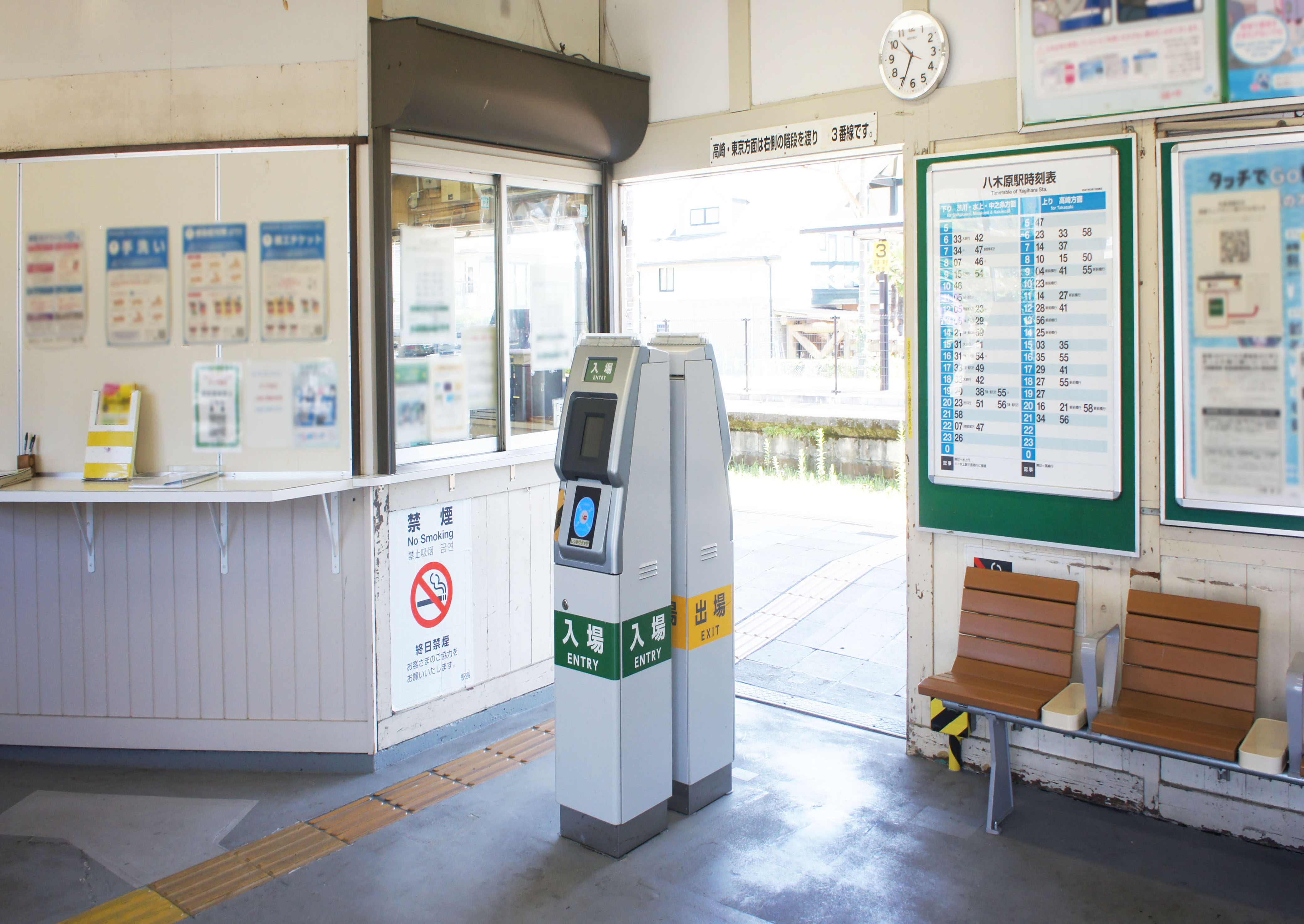
改札口（2021年7月）
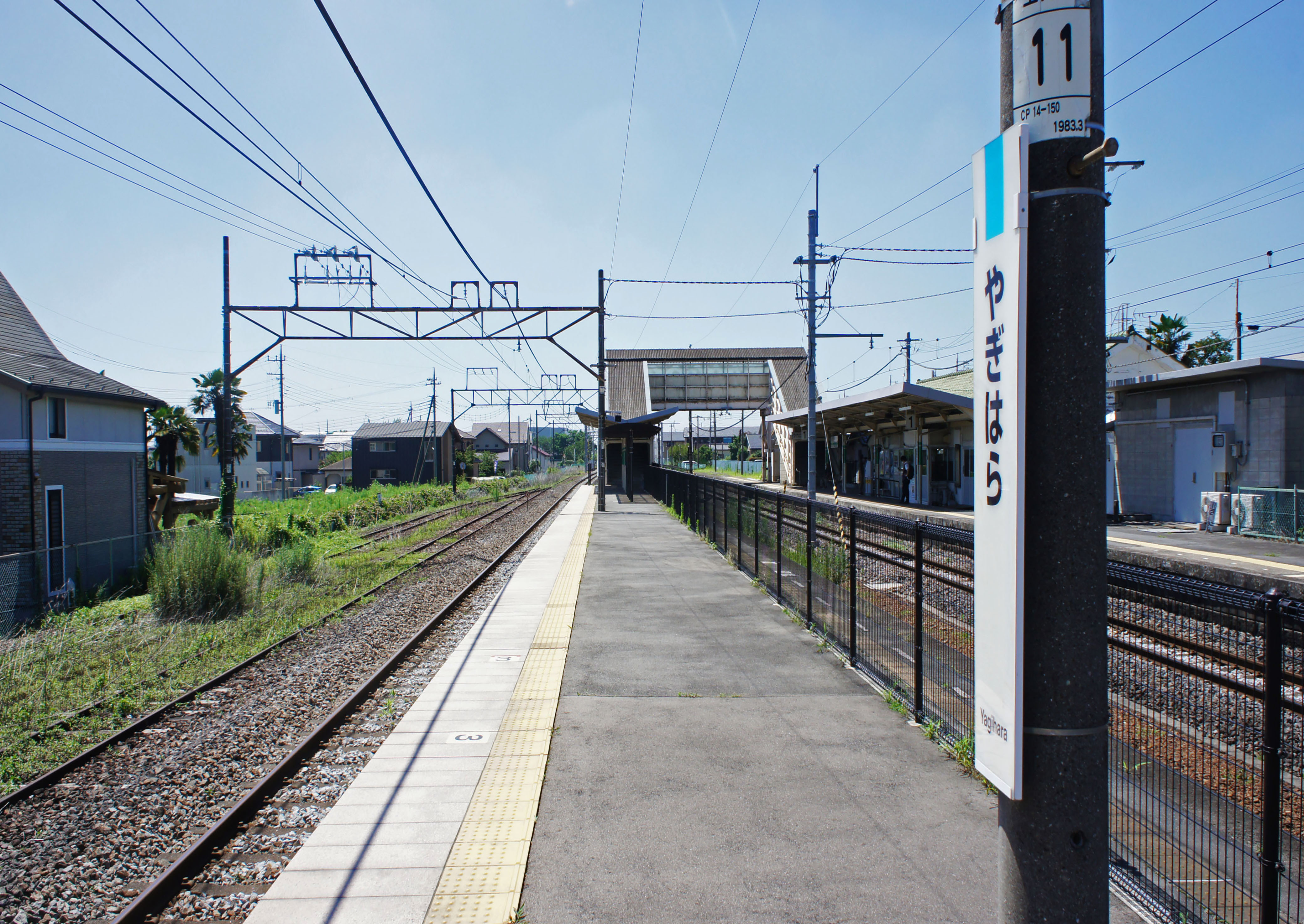
ホーム（2021年7月）

## 貨物取扱
現在、JR貨物の駅は臨時車扱貨物取扱駅となっており、定期貨物列車設定は無い。
以前は、上越線東側に沿い北上した場所にある電気化学工業渋川サービスステーションへの専用線があり、青海駅からセメントが到着していたが、2000年3月に廃止された。以降、貨物列車発着は無くなっている。

## 利用状況
JR東日本
2023年度（令和5年度）の1日平均乗車人員は920人である。
2000年度（平成12年度）以降の推移は以下の通り。
| 乗車人員推移       | 乗車人員推移     | 乗車人員推移    |
| 年度               | 1日平均 乗車人員 | 出典            |
| ------------------ | ---------------- | --------------- |
| 2000年（平成12年） | 1,064            | [ 利用客数 2 ]  |
| 2001年（平成13年） | 1,070            | [ 利用客数 3 ]  |
| 2002年（平成14年） | 1,057            | [ 利用客数 4 ]  |
| 2003年（平成15年） | 1,054            | [ 利用客数 5 ]  |
| 2004年（平成16年） | 1,036            | [ 利用客数 6 ]  |
| 2005年（平成17年） | 1,050            | [ 利用客数 7 ]  |
| 2006年（平成18年） | 1,010            | [ 利用客数 8 ]  |
| 2007年（平成19年） | 1,013            | [ 利用客数 9 ]  |
| 2008年（平成20年） | 1,012            | [ 利用客数 10 ] |
| 2009年（平成21年） | 999              | [ 利用客数 11 ] |
| 2010年（平成22年） | 992              | [ 利用客数 12 ] |
| 2011年（平成23年） | 956              | [ 利用客数 13 ] |
| 2012年（平成24年） | 973              | [ 利用客数 14 ] |
| 2013年（平成25年） | 1,022            | [ 利用客数 15 ] |
| 2014年（平成26年） | 1,015            | [ 利用客数 16 ] |
| 2015年（平成27年） | 1,059            | [ 利用客数 17 ] |
| 2016年（平成28年） | 1,050            | [ 利用客数 18 ] |
| 2017年（平成29年） | 1,066            | [ 利用客数 19 ] |
| 2018年（平成30年） | 1,087            | [ 利用客数 20 ] |
| 2019年（令和元年） | 1,080            | [ 利用客数 21 ] |
| 2020年（令和02年） | 785              | [ 利用客数 22 ] |
| 2021年（令和03年） | 872              | [ 利用客数 23 ] |
| 2022年（令和04年） | 884              | [ 利用客数 24 ] |
| 2023年（令和05年） | 920              | [ 利用客数 1 ]  |

JR貨物
1999年度（平成11年度）の貨物取扱量は、発送が約4,745t、到着が約46,720tである。

## 駅周辺
駅周辺には三国街道宿場町として発展した八木原の町が広がっている。駅すぐ近くを北群馬郡吉岡町との境界線が走っている。
- 渋川八木原郵便局
- 渋川市立古巻小学校
- 渋川市立古巻中学校
- 南渋川自動車教習所
- 佐久発電所
- 電気化学工業渋川工場八木原分工場
- 電気化学工業渋川サービスステーション
- 国道17号
- 群馬県道25号高崎渋川線
- 群馬県道26号高崎安中渋川線
- 群馬県道162号八木原停車場線
- 群馬県道163号八木原停車場小倉線

## バス路線
「八木原駅前」停留所から、渋川タウンバスの路線が発着する。
- 渋川温泉 - 渋川スカイランドパーク線：はるな平和墓地 / 渋川温泉
- 北橘循環線：渋川駅

## その他
渋川市南部の古巻地区（旧・北群馬郡古巻村）、利根川支流の滝沢川北岸に位置する。渋川市内の駅としては最南端に位置している。

## 隣の駅
東日本旅客鉄道（JR東日本）
■上越線・■吾妻線（高崎駅 - 渋川駅間は上越線）
群馬総社駅 - 八木原駅 - 渋川駅

### 記事本文
1. 1 2 3  石野哲（編）『停車場変遷大事典 国鉄・JR編 Ⅱ』（初版）JTB、1998年10月1日、450頁。ISBN 978-4-533-02980-6。
2. ↑  「日本国有鉄道公示第400号」『官報』1971年10月1日。
3. 1 2  貨物時刻表 1999年版及び2000年版参照。
4. ↑  「JR年表」『JR気動車客車編成表 '05年版』ジェー・アール・アール、2005年7月1日、184頁。ISBN 4-88283-126-0。
5. ↑  時刻表（JTB版）2017年4月号及び5月号、高崎線・上越線のページ参照。
6. 1 2  小学館『国鉄全線各駅停車・6 中央・上信越440駅』173頁。

### 利用状況
1. 1 2  “各駅の乗車人員（2023年度）”.   東日本旅客鉄道. 2024年7月21日閲覧。
2. ↑  “各駅の乗車人員（2000年度）”.   東日本旅客鉄道. 2019年4月11日閲覧。
3. ↑  “各駅の乗車人員（2001年度）”.   東日本旅客鉄道. 2019年4月11日閲覧。
4. ↑  “各駅の乗車人員（2002年度）”.   東日本旅客鉄道. 2019年4月11日閲覧。
5. ↑  “各駅の乗車人員（2003年度）”.   東日本旅客鉄道. 2019年4月11日閲覧。
6. ↑  “各駅の乗車人員（2004年度）”.   東日本旅客鉄道. 2019年4月11日閲覧。
7. ↑  “各駅の乗車人員（2005年度）”.   東日本旅客鉄道. 2019年4月11日閲覧。
8. ↑  “各駅の乗車人員（2006年度）”.   東日本旅客鉄道. 2019年4月11日閲覧。
9. ↑  “各駅の乗車人員（2007年度）”.   東日本旅客鉄道. 2019年4月11日閲覧。
10. ↑  “各駅の乗車人員（2008年度）”.   東日本旅客鉄道. 2019年4月11日閲覧。
11. ↑  “各駅の乗車人員（2009年度）”.   東日本旅客鉄道. 2019年4月11日閲覧。
12. ↑  “各駅の乗車人員（2010年度）”.   東日本旅客鉄道. 2019年4月11日閲覧。
13. ↑  “各駅の乗車人員（2011年度）”.   東日本旅客鉄道. 2019年4月11日閲覧。
14. ↑  “各駅の乗車人員（2012年度）”.   東日本旅客鉄道. 2019年4月11日閲覧。
15. ↑  “各駅の乗車人員（2013年度）”.   東日本旅客鉄道. 2019年4月11日閲覧。
16. ↑  “各駅の乗車人員（2014年度）”.   東日本旅客鉄道. 2019年4月11日閲覧。
17. ↑  “各駅の乗車人員（2015年度）”.   東日本旅客鉄道. 2019年4月11日閲覧。
18. ↑  “各駅の乗車人員（2016年度）”.   東日本旅客鉄道. 2019年4月11日閲覧。
19. ↑  “各駅の乗車人員（2017年度）”.   東日本旅客鉄道. 2019年4月11日閲覧。
20. ↑  “各駅の乗車人員（2018年度）”.   東日本旅客鉄道. 2019年7月12日閲覧。
21. ↑  “各駅の乗車人員（2019年度）”.   東日本旅客鉄道. 2020年7月12日閲覧。
22. ↑  “各駅の乗車人員（2020年度）”.   東日本旅客鉄道. 2021年7月24日閲覧。
23. ↑  “各駅の乗車人員（2021年度）”.   東日本旅客鉄道. 2022年8月7日閲覧。
24. ↑  “各駅の乗車人員（2022年度）”.   東日本旅客鉄道. 2023年7月10日閲覧。